# 陆军第二十一镇
陆军第二十一镇，清朝末年军队现代化改革之后的新军编制之一，相当于现在的师的规模。辖41和42两协。驻浙江杭州等地。辛亥革命时，第二十一镇统制是萧星垣，杭州光复时潜逃。41协第81标标统朱瑞，第82标标统周承菼率部下参加杭州光复行动。